# Julia Sörgel

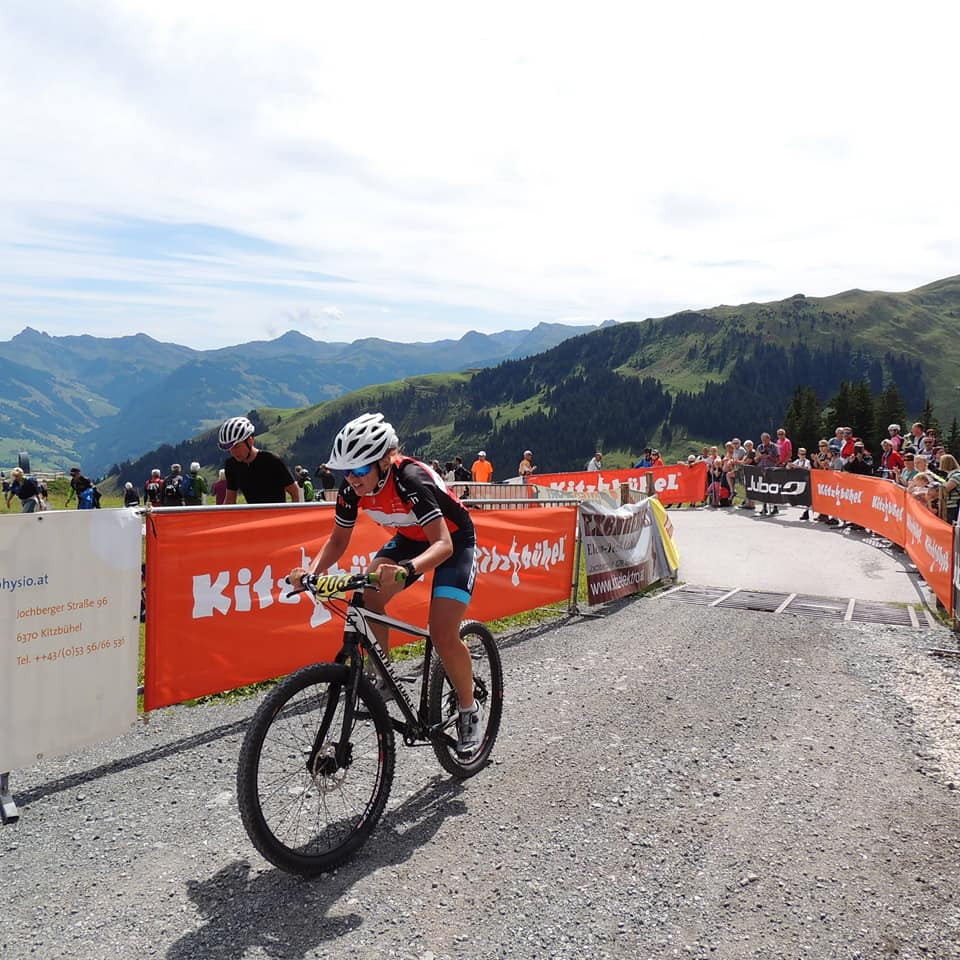
Julia Sörgel beim 31. Internationalen Hahnenkamm Mountainbikerennen in Kitzbühel

Julia Sörgel (* 15. November 1994 in Ehenbichl) ist eine österreichische Radsportlerin.

## Werdegang
Julia Sörgel begann ihre Laufbahn als Radsportlerin im Alter von 13 Jahren mit der Teilnahme beim 4. Ehrenberg Burgenrennen 2008 in ihrem Heimatort Ehenbichl.
2010 wurde sie erstmals Tiroler Meisterin im Mountainbike-Hillclimb in der Klasse der Junioren, es folgte ein weiterer Tiroler Meistertitel bei den Junioren im Folgejahr 2011 und in der U23-Klasse 2014. Im Jahr 2019 konnte Sörgel sich erstmals den Tiroler sowie den österreichischen Meistertitel in der Elite-Klasse im Mountainbike-Hillclimb sichern. Insgesamt wurde Sörgel siebenmal Tiroler und viermal Österreichische Meisterin in der Radsportdisziplin Mountainbike-Hillclimb.

## Erfolge
- 2019:  Österreichische Meisterin (Elite), Mountainbike-Hillclimb
- 2021:  Österreichische Meisterin (Elite), Mountainbike-Hillclimb
- 2022:  Österreichische Meisterin (Elite), Mountainbike-Hillclimb[7]
- 2023:  Bronze Sport Austria Finals (Elite), Mountainbike-Hillclimb[8]
- 2024: Österreichische Meisterin (Elite), Mountainbike-Hillclimb[9]
- 2025: Glocknerkönigin Ultradistanz mit Streckenrekord[10]; Südtirol Bergcup Gesamtsieg[11];  Gold und  Silber Sport Austria Finals (Elite), Straße Berg[12]

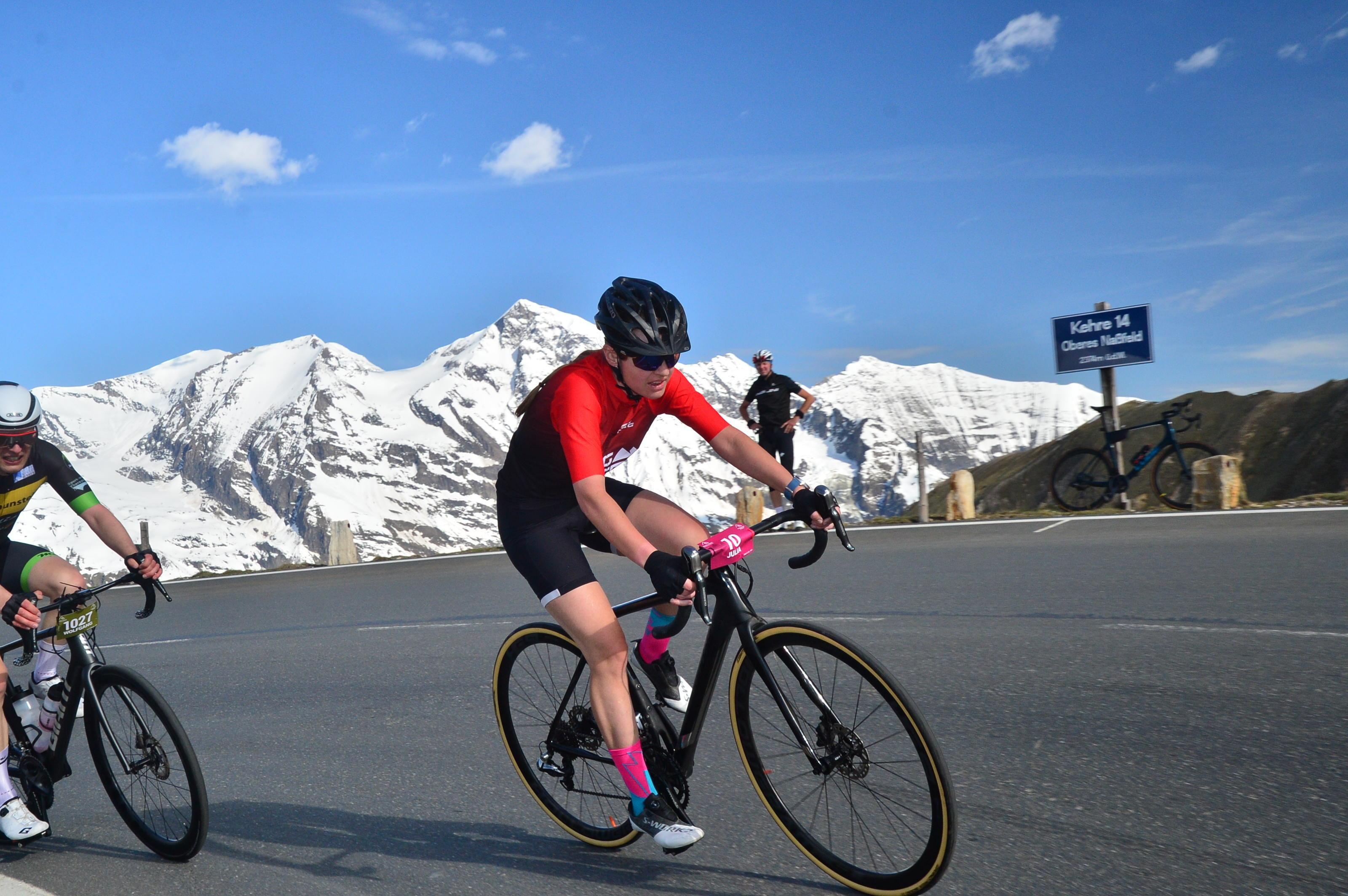
Julia Sörgel beim Glocknerkönig 2025

## Teams
- 2010–2014: Team Gazi – s´Radhaus
- 2015–2017: Team WNT – s´Radhaus
- 2019–2024: Radclub Reutte
- Ab 2025 Team Auto Brosch